# 台湾细辛
台湾细辛，別名上花细辛是马兜铃科细辛属的植物。分布于台灣島、海南島以及中国大陆南部，多生长在山谷林下。